# Марни, Жанна
Жанна Марни (фр. Jeanne Marni; 18 августа 1851, Тулуза — 4 марта 1910, Валлорис) — псевдоним, который чаще всего использовала французская писательница, журналистка и редактор Жанна Мари Франсуаза Марньер. Также иногда она подписывалась «Жан Марни», «Marni J.» и «MME Marnière».

## Биография
Жанна Мари Франсуаза Марньер родилась 31 января 1854 года в Тулузе.  Будучи дочерью писательницы, она получила актёрское образование.

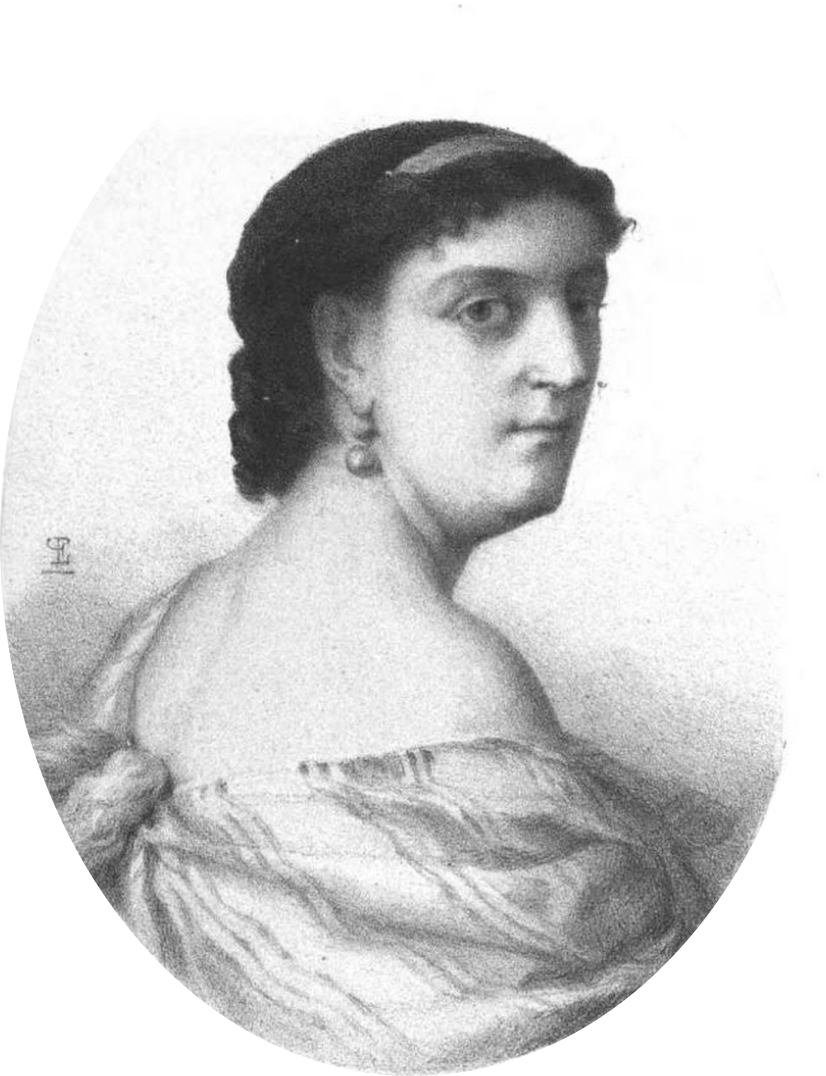
Маноэль де Гранфор
(мать Жанны Марни)

В 1871 году Жанна вышла замуж за Виктора Дезире Марньера (фр. Victor Désiré Marnière), а после его смерти в 1880 году  решила посвятить себя литературе и начала писать пьесы, театральные постановки и романы, которые впервые были опубликованы только в 1885 году.
Написала ряд тонких психологических произведений из женской жизни («Fiacres», «Elles», «Comme elles se donnent»), по большей части в виде сжатых диалогов, остроумных, пессимистических и проникнутых враждебной недоверчивостью к мужскому полу как источнику всех зол.
Поскольку она сумела завоевать интерес огромного числа читателей, её работы охотно публиковали такие ведущие издания того времени, как «Le National», «Le Petit Journal», «L'Écho de Paris», «Le Journal» и другие. Кроме того Марни была редактором журнала «Femina» и постоянно писала по несколько страниц в день. Из-за слабого здоровья активная жизнь в Париже была для неё трудной, и она жила и работала по девять месяцев в году на своей вилле в Каннах.

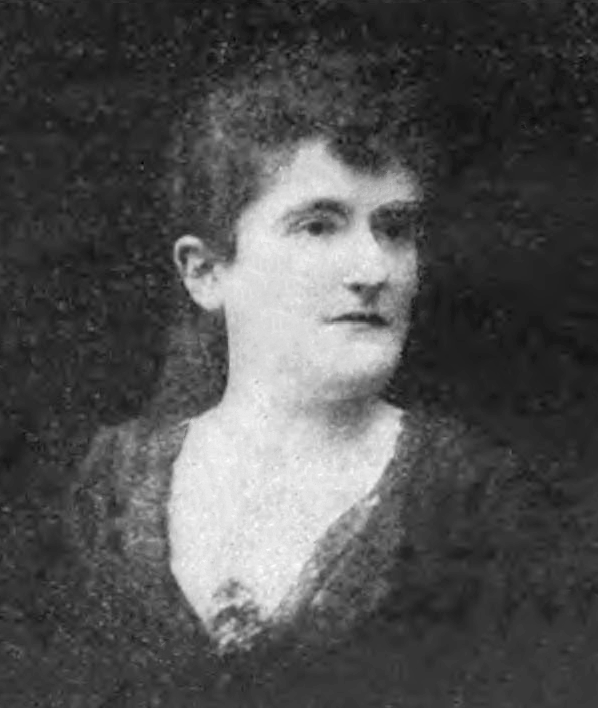
Жанна Марни (1892)

В марте 1907 года журналист старейшей французской газеты «Le Figaro» дал следующую оценку писательнице и её творчеству: «Жанна Марни полностью отличается от того представления, которое мы обычно имеем о женщине-литераторе. Она хорошенькая, утонченная, с обилием седых волос. Её щеки румяны, а глаза мечтательны; её улыбка полна очарования, а её костюмы всегда сдержанного цвета и сшиты из мягкого материала. Самое поразительное в ней то, что, хотя она и заняла высокое место в современной литературе, она глубоко, абсолютно и очаровательно женственна. Как друг она надежна, сердечна и снисходительна. Она хороший слушатель и, следовательно, узнает много секретов конфиденциального характера. Глубокое знание человеческого сердца сделало её довольно циничным философом, но без горечи, поскольку она наделена отличным чувством юмора».
Жанна Мари Франсуаза Марньер скончалась 4 марта 1910 года в Валлорисе, на Лазурном берегу.